# Порт Норис (Њу Џерзи)
Порт Норис (енгл. Port Norris) насељено је место без административног статуса у америчкој савезној држави Њу Џерзи.

## Демографија
По попису из 2010. године број становника је 1.377, што је 130 (-8,6%) становника мање него 2000. године.
| Група             | 2000.       | 2010.       |
| Белци             | 854 (56,7%) | 871 (63,3%) |
| Афроамериканци    | 559 (37,1%) | 361 (26,2%) |
| Азијати           | 3 (0,2%)    | 10 (0,7%)   |
| Хиспаноамериканци | 70 (4,6%)   | 87 (6,3%)   |
| Укупно            | 1.507       | 1.377       |